# Astyochia lechula
Astyochia lechula là một loài bướm đêm trong họ Geometridae.